# Love in Portofino (песня)
«Love in Portofino» (с англ. — «Любовь в Портофино») — песня, записанная французской певицей Далидой в 1959 году.

## Написание и запись
Песня была написана на итальянском языке Лео Кьоссо, когда же песня попала продюсерам лейбла Barclay Records, то было принято решение отдать песню Далиде, а также дополнить песню французской лирикой. Таким образом песня исполняется на итальянском и французском, хотя название имеет на английском. Песня была записана в июле 1959 года, в записи принимал участие оркестр под управлением Раймона Лефевра.

## Релиз
Релиз песни состоялся в сентябре 1959 года во Франции, на оборотной стороне расположили песню «La chanson d’Orpheé». Позже песня была включена в альбом Love in Portofino, который вышел позже в том же году. Хотя во время релиза песня прошла практически незамеченной. Спустя время отношение к песне изменилось, многие стали считать её одним из лучших синглов ранней Далиды, также песня стала неофициальным гимном Портофино.
Песня стала считаться поп-стандартом, поскольку перепевалась многими артистами. В том числе Глорией Лассо на испанском языке под названием «A San Cristina». В 2013 году Андреа Бочелли выпустил свою версию песни, включив её на одноимённый альбом.

## Чарты
| Чарт (1959)                    | Пиковая позиция |
| ------------------------------ | --------------- |
| Бельгия/Валлония (Ultratop 50) | 20              |